# 熊野神社 (松戸市金ヶ作)
熊野神社（くまのじんじゃ）は、千葉県松戸市金ヶ作に鎮座する神社。全国に存在する熊野神社のうちの一つ。

## 祭神
- 伊弉冉命（いざなみのみこと）と日本武命（やまとたけるのみこと）[1][2]。

## 由緒
和歌山の熊野三山のひとつである熊野本宮大社の分社。
元武州川越藩郷士の石川家五代目石川彦次右ヱ門が天明2年（1782年）に入植し、その後浅間山の噴火による降灰で田畑が被害を受けたことから、敷地1409坪を寄進して天明3年（1783年）に創建した。
当初は木造茅葺屋根だったが、明治28年（1895年）に建て替え、さらに平成7年（1995年）に現在の社殿に建て替えた。

## 境内
昭和62年（1987年）に氏子たちが熊野本宮大社を訪れた際に、大社の御神木であるナギの木を持ち帰り、現在は境内の西側に植えられている。

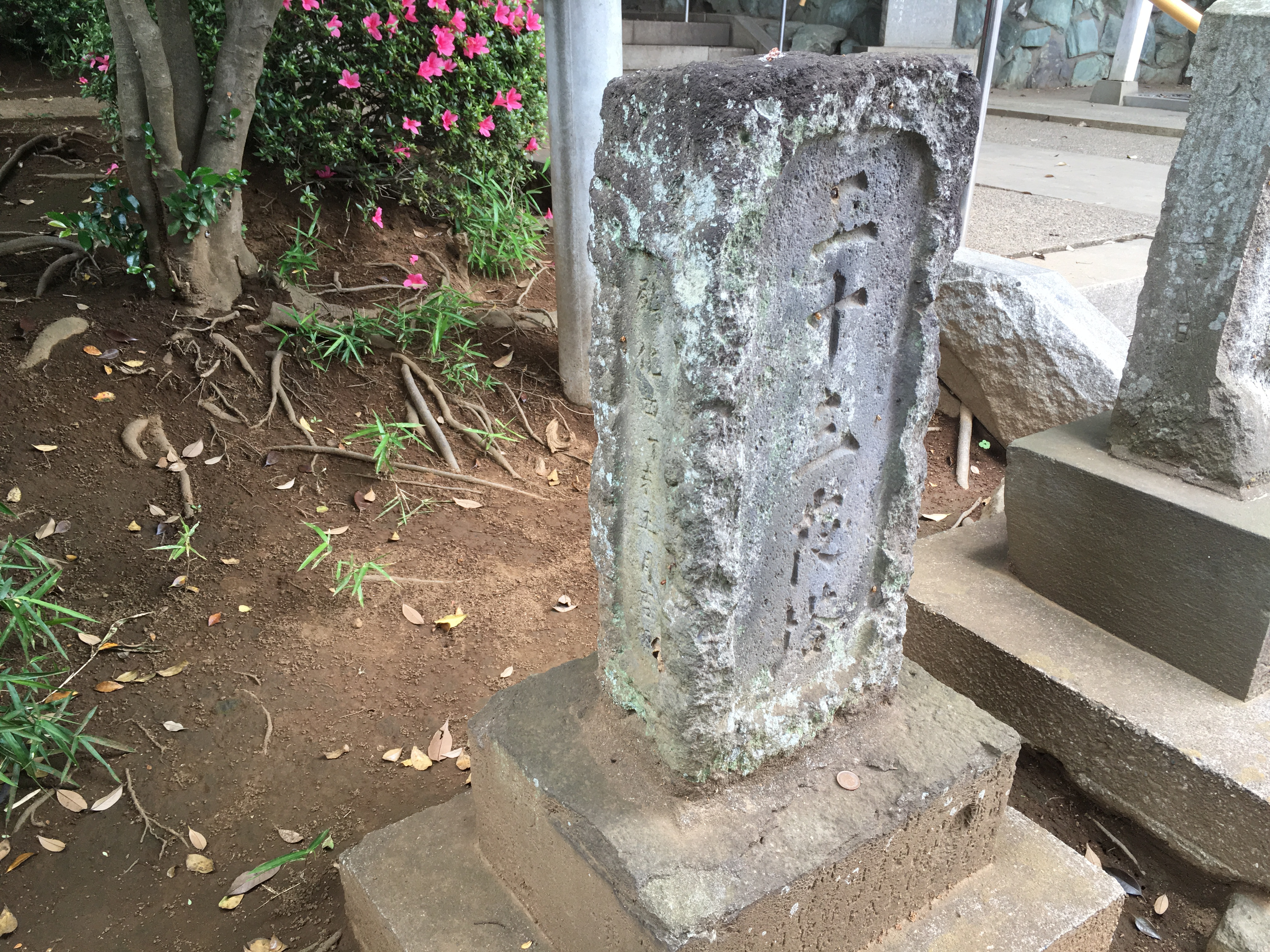
鳥居左手にある弘化4年銘の二十三夜塔
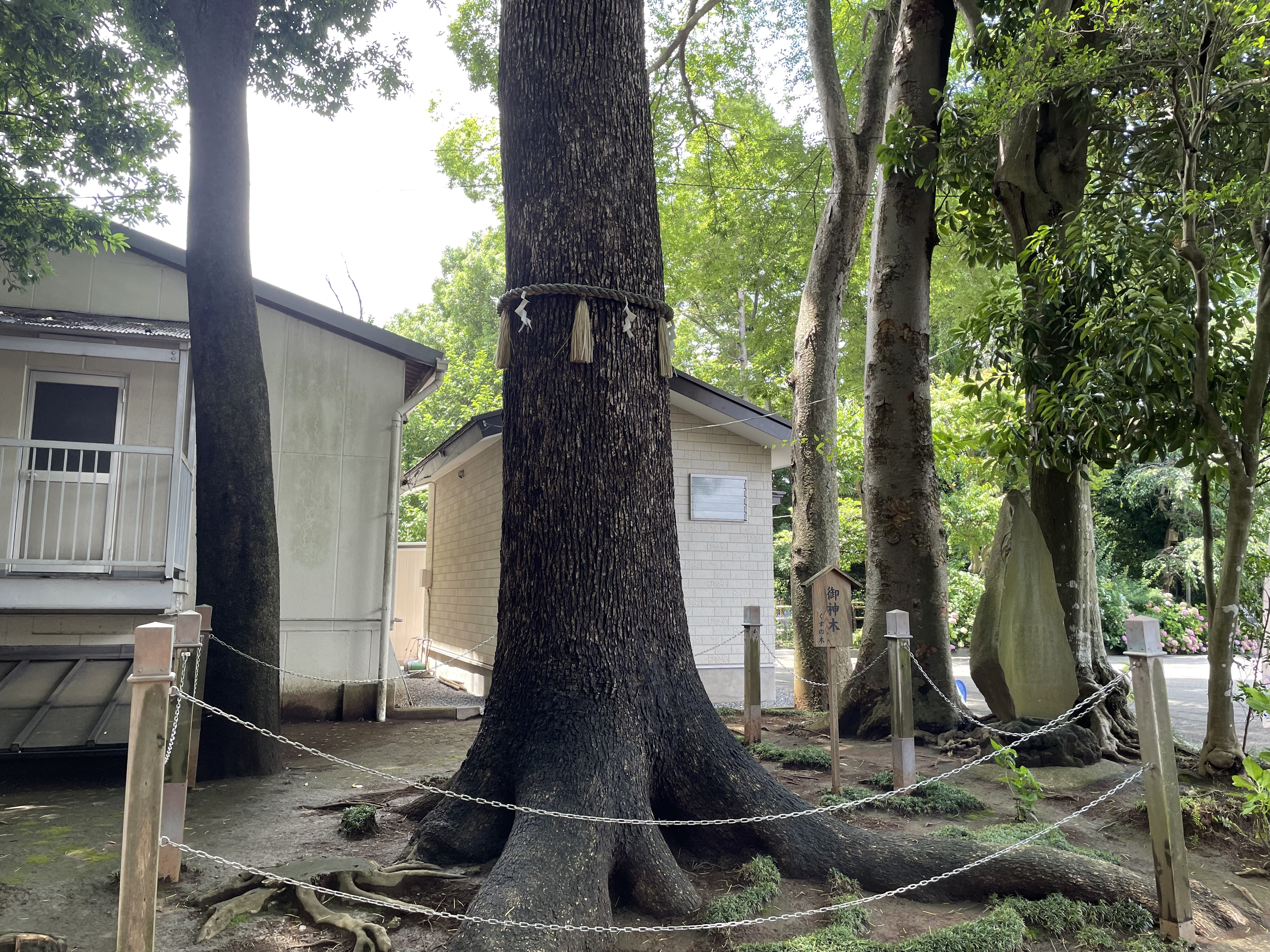
御神木の楠の木
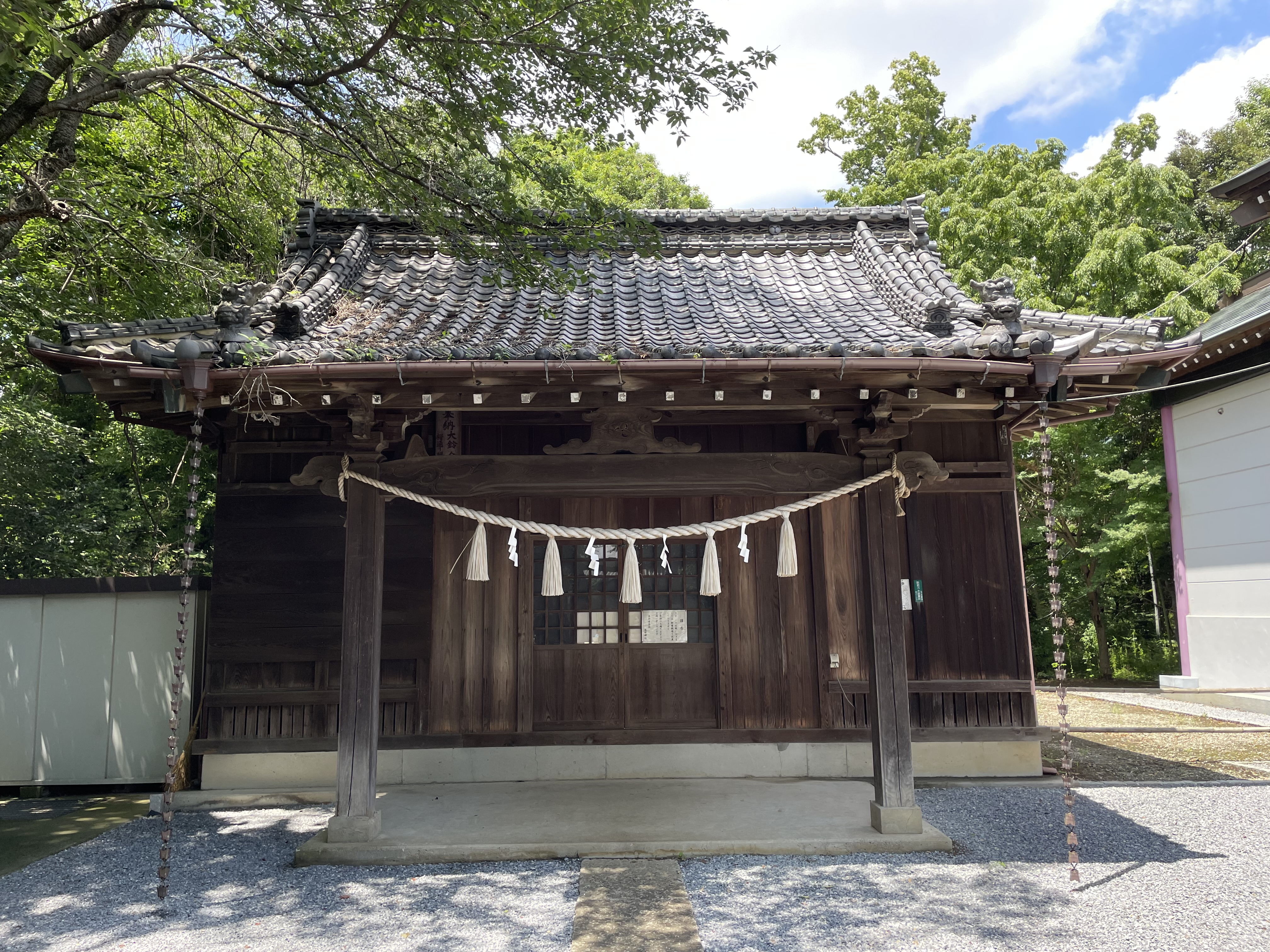
旧社殿
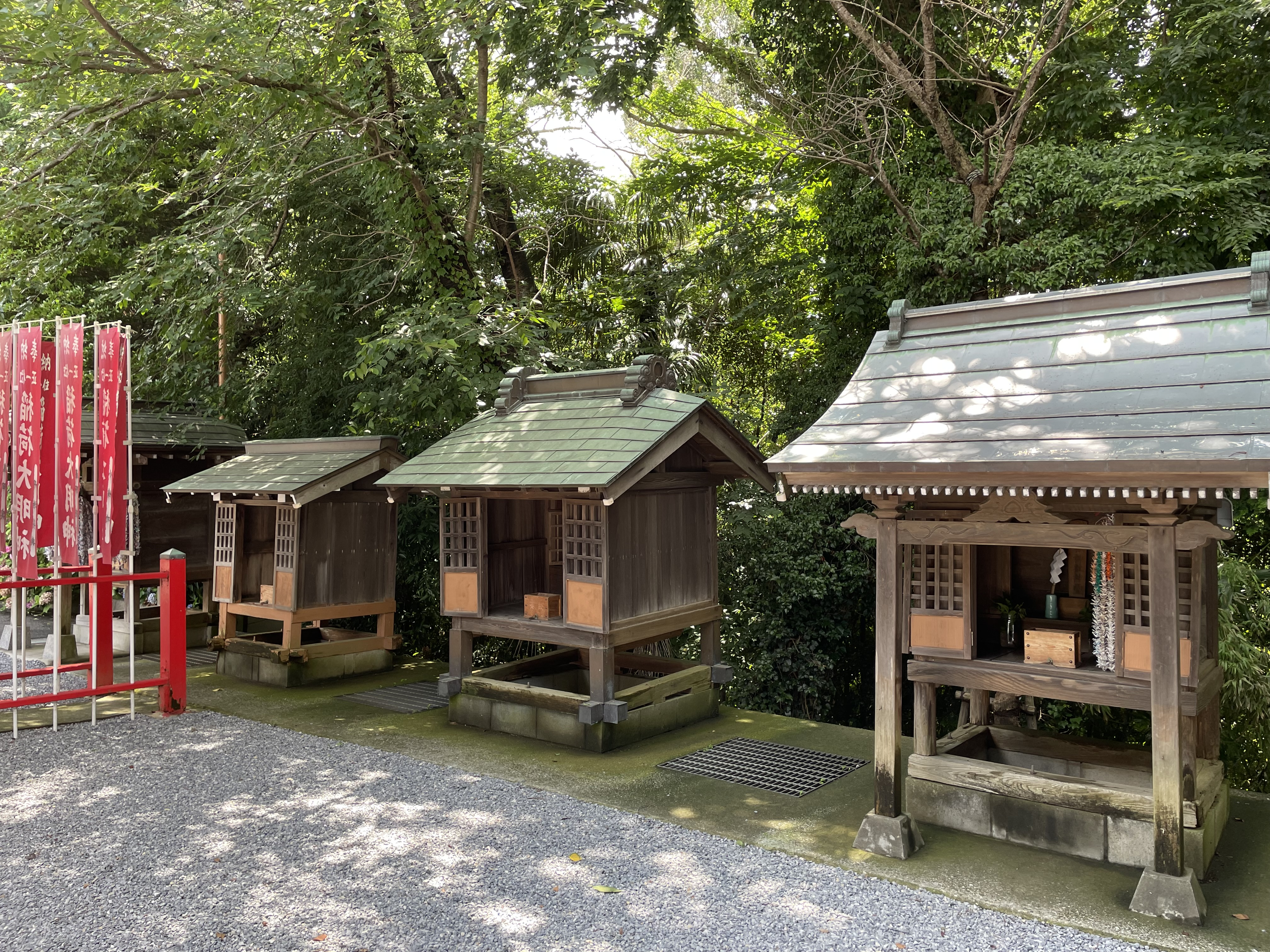
末社

## 所在地
- 千葉県松戸市金ヶ作361番地

## 交通アクセス
- 京成松戸線の常盤平駅北口から徒歩で約4分。